# Sentiero del Viandante

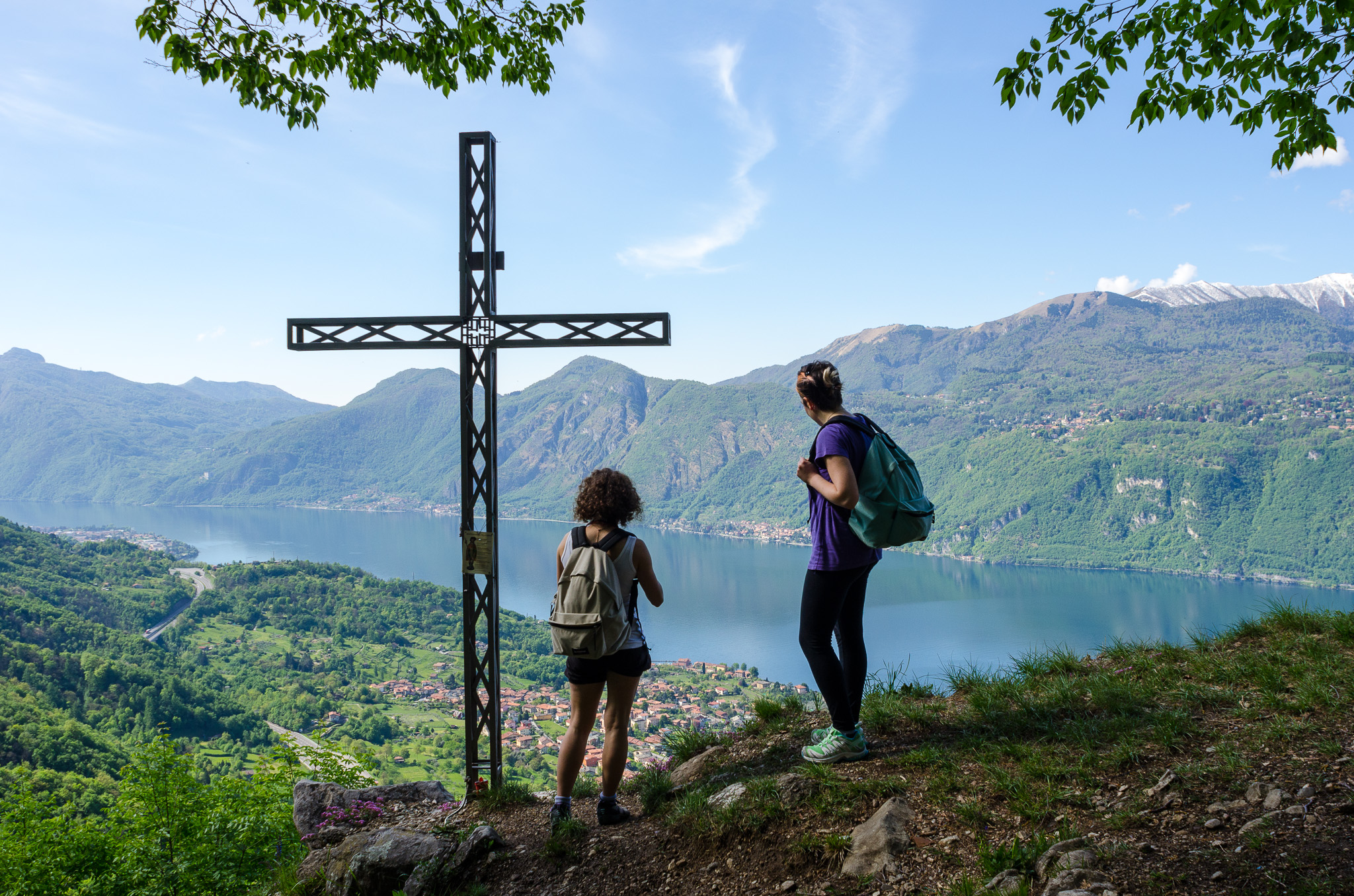
Sentiero del Viandante

Der Sentiero del Viandante ist ein Wanderweg, der größtenteils aus schmalen Wegen und historischen Maultierpfaden besteht, die an der östlichen Seite des Comer Sees, von Lierna bis Colico verlaufen. Der Abschnitt von Lierna des Viandante-Wanderwegs ist der spektakulärste und bietet die schönste Aussicht auf den gesamten Comer See.

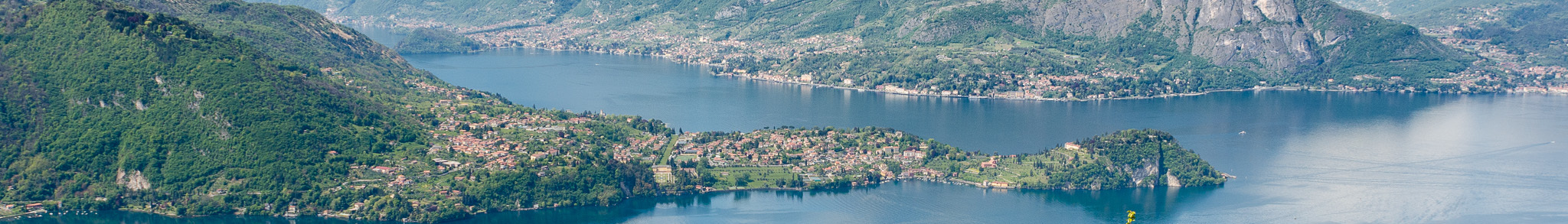
Aussicht von Lierna auf das Vorgebirge von Bellagio

Touristisch erschließt er eine Reihe von Sehenswürdigkeiten, wie den im Jahr 1820 angelegten Graveyard of the English oder das Castello di Vezio.
Der Weg ist Teil einer historischen Verbindung zwischen Mailand und der Schweiz. Als Wanderweg angelegt wurde er 1989. Er ist in mehrere Etappen unterteilt und hat eine Länge von 45 km.